# Bradornis mariquensis
Bradornis mariquensis là một loài chim trong họ Muscicapidae.
Loài chim này được tìm thấy ở Angola, Botswana, Namibia, Nam Phi, Zambia và Zimbabwe.
Môi trường sống tự nhiên của chúng là xavan khô.